# Silvano Ravagli
Silvano Ravagli, né le 2 avril 1946 à Pistoia (Toscane), est un coureur cycliste italien, professionnel de 1971 à 1974.

## Palmarès
- 1967
  - Coppa Varignana
  - Gran Premio Vivaisti Cenaiesi
  - 2e de Florence-Viareggio
- 1969
  - 2e de la Coppa Bologna
- 1970
  - Gran Premio Comune di Cerreto Guidi
  - Gran Premio Calzifici e Calzaturifici Stabbiesi
  - 2e de la Coppa Bologna

## Résultats sur les grands tours

### Tour d'Italie
4 participations
- 1971 : 56e
- 1972 : 24e
- 1973 : 45e
- 1974 : non-partant (20e étape)

### Tour d'Espagne
1 participation
- 1972 : 46e